# آمود أغ المختار
الشيخ آمود أغ المختار هو قائد مقاومة التوارق في الصحراء الجزائرية إلى غاية صحراء ليبيا وقد عاش بين عامي 1859 م و1928م، بالإضافة لكونه رجل دين وأحد زعماء الطوارق ورموزهم.ولد في اميركا

## نشأته
وُلد الشيخ آمود أغ المختار سنة 1859 م قرب الساقية الحمراء، وينتسب إلى قبيلة «إيمنان» الطارقية، التي استقرت في جانت بعد أن قدمت من الساقية الحمراء ووادي الذهب., وفيها حفظ الشيخ آمود القرآن وتعلم اللغة العربية والفقه والنحو، ولم يكتف الشيخ آمود بما تلقاه من علوم في جانت، لينتقل إلى تمنراست وعين صالح ويأخذ من علمائها المزيد من العلوم والمعارف.

## مقاومته للمستعمر الفرنسي
تمكن الشيخ آمود بفضل علمه وفقهه وموقع قبيلته من جمع الأنصار والأتباع إليه من الطوارق الذين سرعان ما لبوا نداء الجهاد الذي أعلنه ضد المستعمر الفرنسي. وكان أول احتكاك للطوارق مع الاستعمار الفرنسي في الصحراء الجزائرية سنة 1881 م بجملة من معارك أهمها معركة بـ «بئر الغرامة» التي قتل فيها الكوماندان الفرنسي «فلاترس» حيث أصابه الشيخ آمود بين كتفيه ليفاجأ بإصابة قاتلة من مرشد القوات الطارقية «أضميان بن شيحان» وقد أثر موته على نفوس القادة الفرنسيين الذين لم يعودوا للمنطقة إلا سنة 1889 م، ليخوض الشيخ آمود بعد ذلك عدة معارك ضد المستعمر الفرنسي، من أهمها: معركة إليزي سنة 1904 م، ومعركة جانت سنة 1909 م، وبعد احتلال الفرنسيين لتمنراست سنة 1911 م قاد معارك أخرى منها معركة إيسين سنة 1913 م، وعين إيمجن سنة 1916 م.

## وفاته
بسبب عدم التكافؤ في التسليح والعتاد بين المجاهدين الطوارق بقيادة الشيخ آمود أغ المختار والمستعمر الفرنسي، أجبر الشيخ آمود أغ المختار وجماعته على مغادرة الـمنطقة إلى منطقة فزان بليبيا في سنة 1923 م، ليستقروا بها إلى جانب المجاهدين الليبيين حتى توفي الشيخ آمود سنة 1928 م.